# Саратовские страдания (кинофестиваль)
Саратовские страдания — международный кинофестиваль документальной мелодрамы, проходящий ежегодно в Саратове.

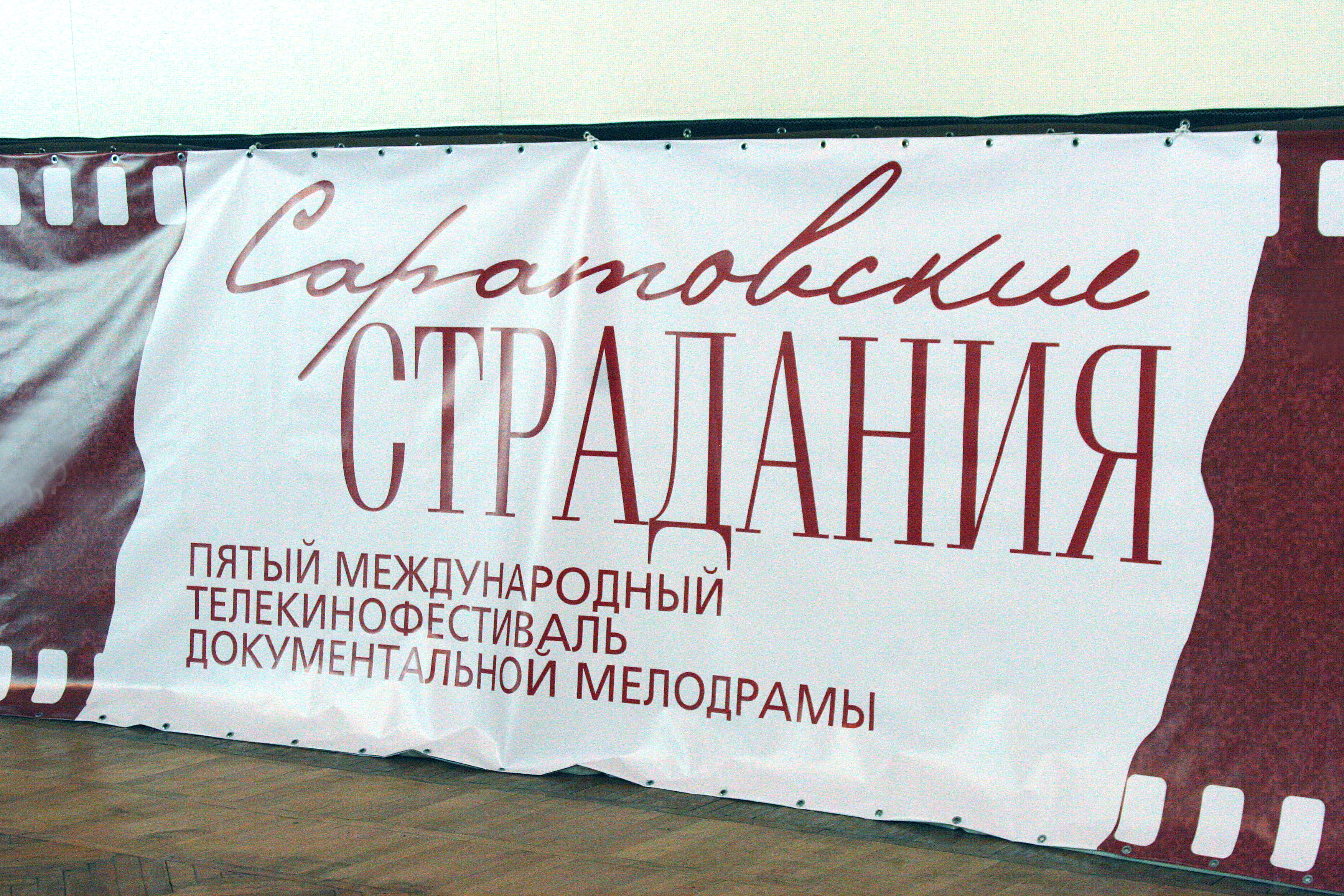
Логотип пятых «Саратовских страданий»

Название фестивалю дал исконный саратовский музыкальный фольклорный жанр «страданий», то есть душевных припевок.
Президент фестиваля народный артист СССР Олег Табаков до 2018 года.
С 2019 по 2023 годы - кинорежиссёр, сценарист, народный артист РФ Николай Досталь.
Директор фестиваля Татьяна Зорина.

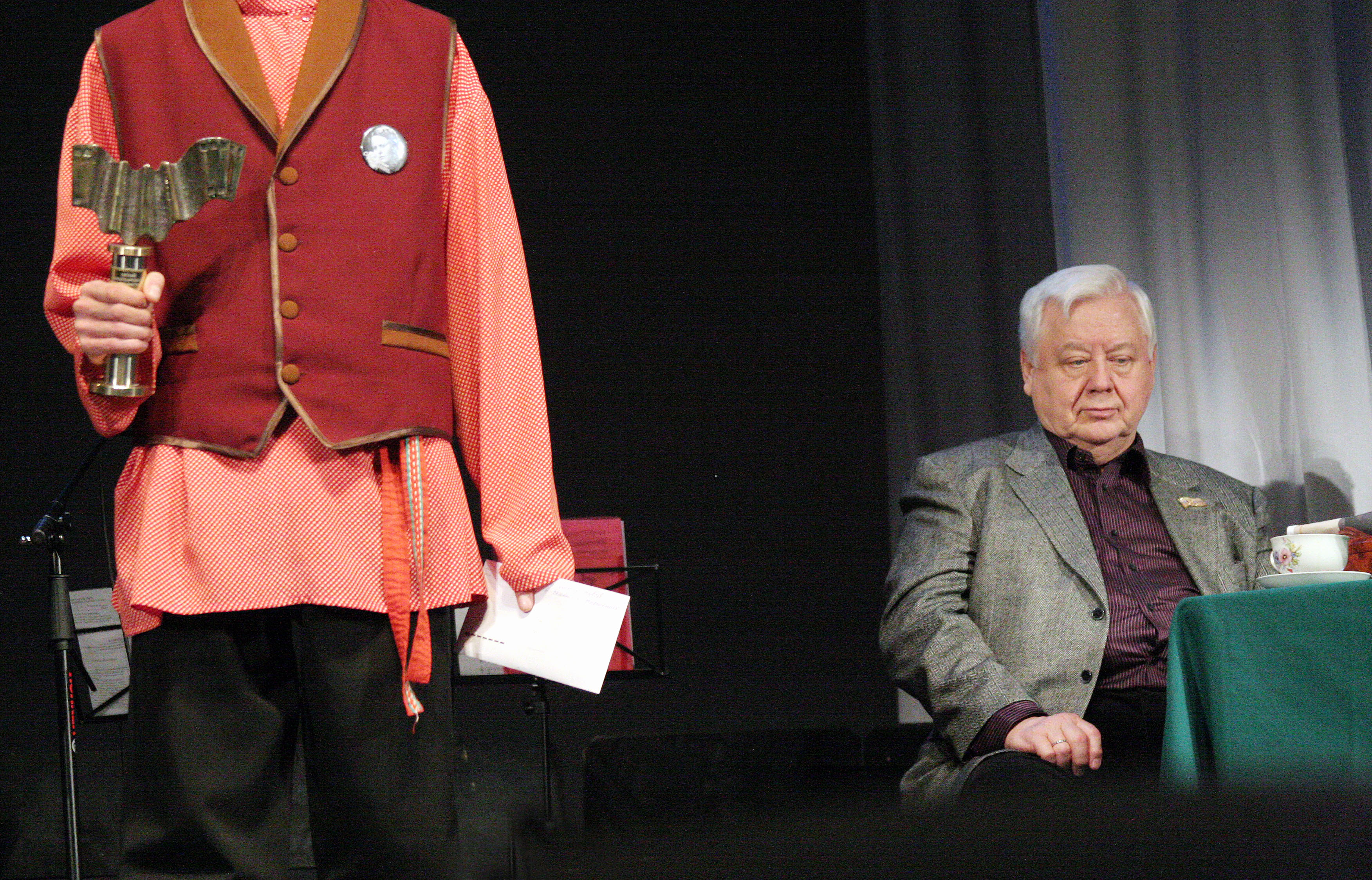
Президент фестиваля Олег Табаков

Девиз «Саратовских страданий»: «Документальное кино — кино для зрителей».
Впервые фестиваль проведен в 2004 году.

## История фестиваля
Директор фестиваля Татьяна Зорина рассказывает историю возникновения «Саратовских страданий»:

В 2001 году Институт имени Гёте в Москве проводил мастер-класс по встречному обучению директоров фестивалей, который происходил на базе московского Музея кино под патронатом Наума Ихильевича Клеймана. Там собрались директора очень известных фестивалей, в частности, Михаил Литвяков с «Послания к человеку», Георгий Негашев — директор фестиваля «Россия», Павел Печенкин — директор фестиваля «Флаэртиана» в Перми и другие. Нас было человек десять. В этом же мастер-классе участвовала и Ирина Тимофеевна Бережная.

Это был трехдневный семинар, на котором немцы нам рассказывали, как у них развито фестивальное движение и что нужно для его организации. А в последний день состоялась деловая игра, где я оказалась в одной группе с представителями, в частности, Екатеринбургского фестиваля, Михаилом Сергеевичем Литвяковым, Пашей Печенкиным… Поскольку у нас фестиваля тогда не было, то я предложила его придумать именно для Саратова. Мы все вместе стали обсуждать, как назовем фестиваль, перечислили несколько брендов — и остановились в итоге на гармонях и саратовских страданиях. А когда стали предъявлять итоги этой деловой игры, то Наум Ихильевич Клейман сказал: «Это самая замечательная идея из всех, какие есть! Предлагаю вам сделать фестиваль документальной мелодрамы». Потом добавил, что сейчас в мире ещё такого нет, а то, что мы предлагаем, вполне укладывается в эту концепцию. Значит, у истоков нашего фестиваля стоят известнейшие кинематографисты России!

Когда мы обсуждали там идею фестиваля, то старались представить себе, в чём особенность нашего города, наших зрителей, отношение к театрам — в общем, нарисовали довольно широкую картину. Клейман, исходя из нашей концепции, зная город и его судьбу, решил, что жанр документальной мелодрамы как раз подойдет Саратову. И мы все с этим согласились.

Первым человеком, к которому я обратилась с этой идеей, была Наталия Старшова — в это время её назначили заместителем мэра Саратова. Среди чиновников она, на мой взгляд, человек уникальный, всегда может выделить перспективную идею и заставить поверить в себя. Мы поговорили с ней вдвоем — и она предложила посмотреть, что из этого всего получится.
Наш первый фестиваль мы провели практически без денег, в складчину: этот делает одно, второй — другое и так далее. А потом Старшова стала работать в правительстве и смогла убедить областное руководство в необходимости проведения фестиваля. Сегодня наш главный учредитель — министерство культуры Саратовской области.

## Организация и финансирование

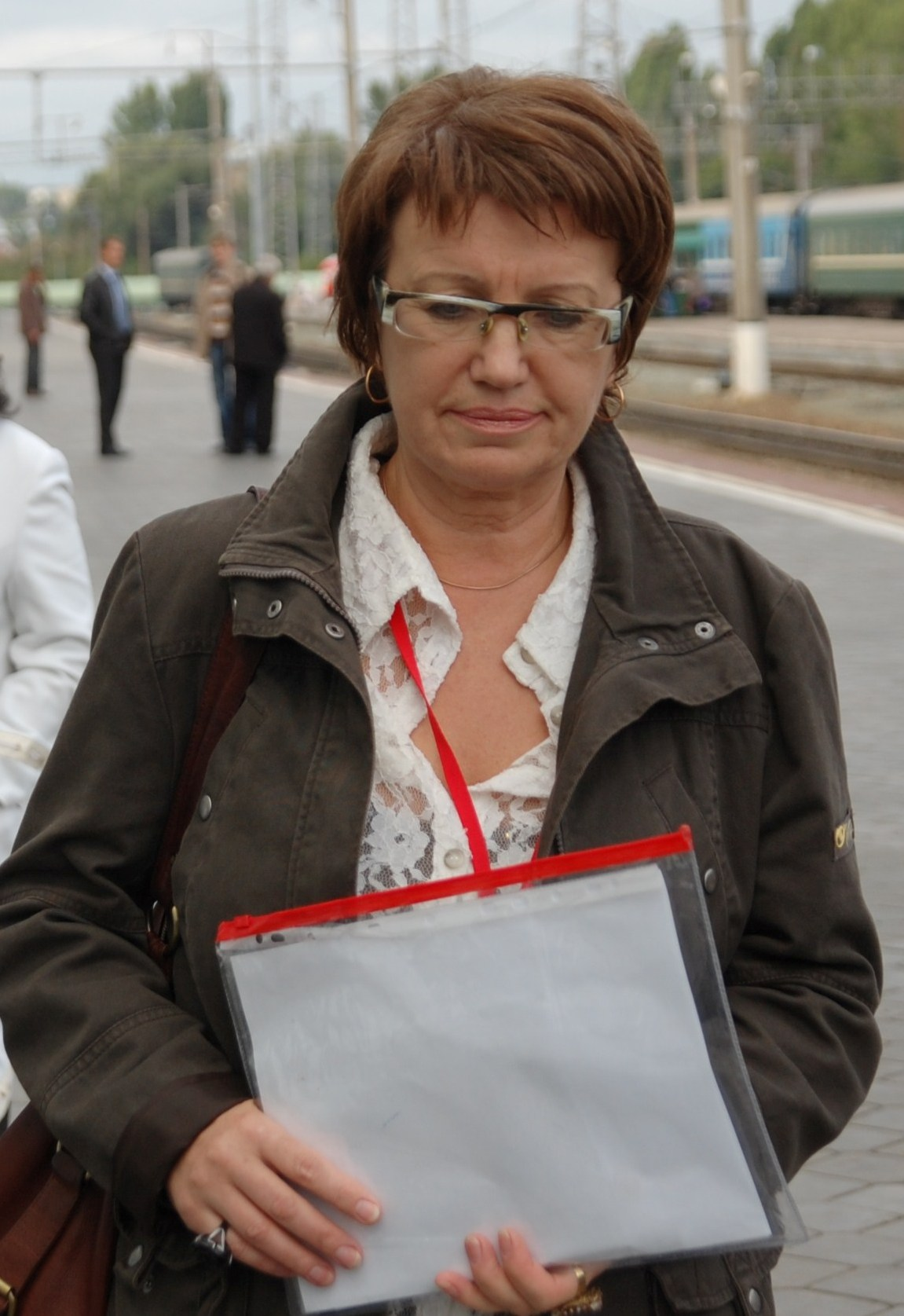
Директор фестиваля «Саратовские страдания» Татьяна Зорина

Фестиваль проводится на базе Нижне-Волжской студии кинохроники. Учредителями «Саратовских страданий» также являются Министерство культуры Саратовской области, Администрация Саратова, Филиал ФГУП ВГТРК ГТРК «Саратов», Саратовский областной методический киновидеоцентр, Саратовское областное отделение Союза кинематографистов РФ, АНО «Культурно-просветительский «Фестивальный центр», ООО «Кинокомпания «ИВАНОВ». Традиционными партнерами «Саратовских страданий» являются Немецкий центр в Саратове, Саратовский государственный университет и Саратовская консерватория.
Финансирование фестиваля производится большей частью из бюджета Саратовской области. Однако, начиная с 2008 года, деньги на проведение «Саратовских страданий» поступают и от поддерживающих фестиваль коммерческих структур. Среди спонсоров «Саратовских страданий» компании «Ренова», «МегаФон» и «Мерседес». С 2021 года фестиваль проходит при финансовой поддержке Министерства культуры РФ.

## Жюри фестиваля
В разные годы в состав жюри «Саратовских страданий» входили известные кинематографисты и кинокритики. Председателями жюри фестиваля в своё время были: директор международного кинофестиваля «Послание к человеку» Михаил Литвяков (2004); сценарист, режиссёр, актриса, лауреат Ленинской премии Джемма Фирсова-Микоша (2005); кинорежиссёр Артур Пелешян (2006); кинорежиссёр Алексей Федорченко (2007); начальник управления кинематографии Роскультуры, кинокритик Сергей Лазарук (2008), кинорежиссёр Борис Хлебников (2009), кинорежиссёр Герц Франк (2010), кинорежиссёр Тофик Шахвердиев (2011), кинорежиссёр Вадим Абдрашитов (2012), киновед Кирилл Разлогов (2013), кинорежиссёр Евгений Григорьев (2014), кинорежиссёр и актер Сергей Пускепалис (2015), сценарист и кинорежиссёр Юрий Быков (2016), кинорежиссёр и актер Николай Досталь (2017), кинорежиссер Иван Твердовский (2018), сценарист и режиссёр Евгений Цымбал (2019), киновед, сценарист Андрей Шемякин (2020), сценарист и режиссёр Ирина Васильева (2021), режиссёр Михаил Железников (2022), сценарист и режиссёр Наталья Гугуева (2023).
Первый фестиваль (2004)
- Александр Галко — профессор театрального факультета Саратовской областной консерватории, народный артист России;
- Светлана Кекова — доцент кафедры связей с общественностью и рекламы СГСЭУ, кандидат филологических наук;
- Михаил Литвяков — кинорежиссер, генеральный директор фестиваля «Послание к человеку»;
- Валерий Прозоров — декан филологического факультета СГУ, профессор;
- Ольга Харитонова — заведующая отделом культуры газеты «Саратов - СП», член Союза Российских писателей;

## Победители и лауреаты фестиваля

### Первый фестиваль (2004)
Призы жюри конкурса профессиональных фильмов 

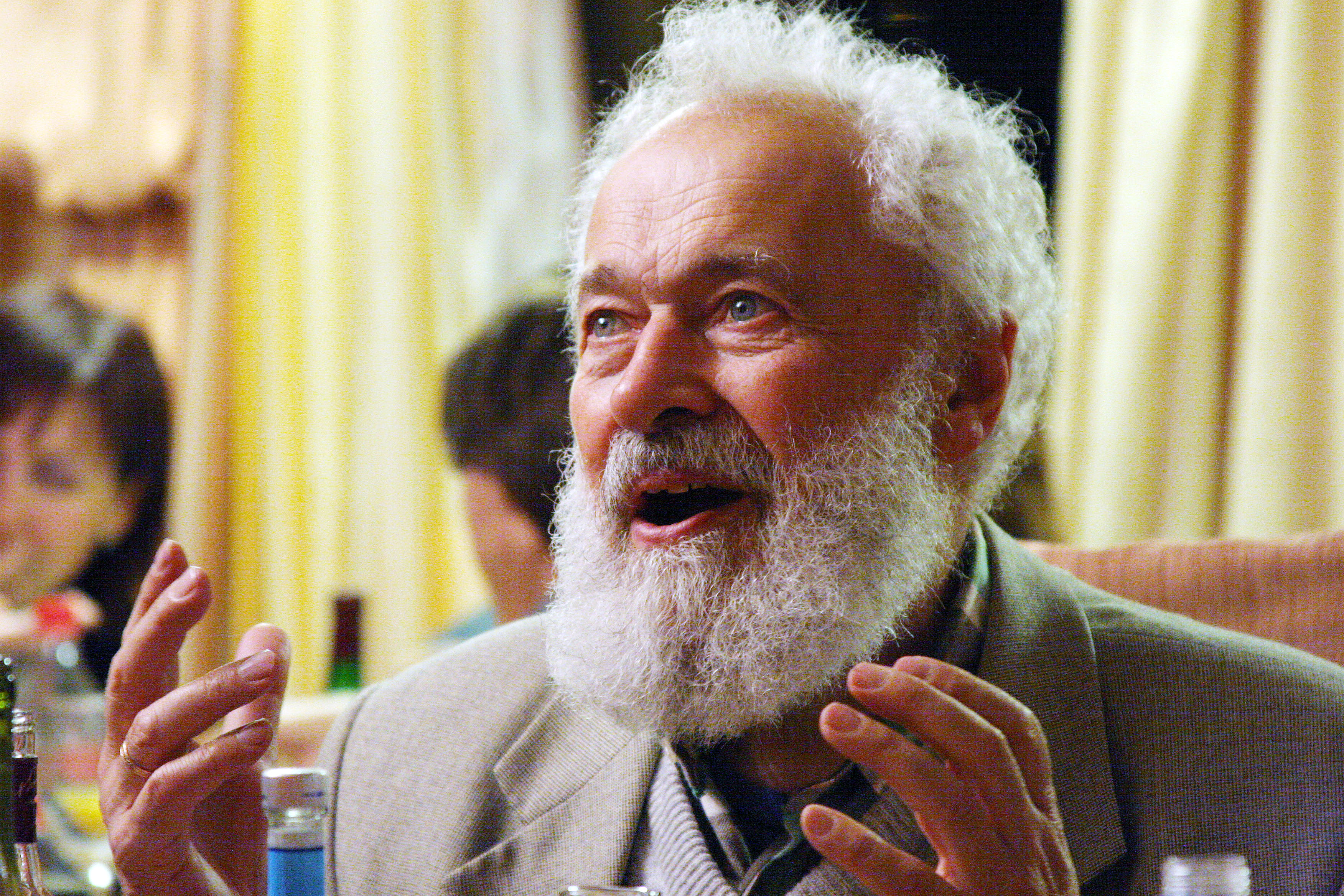
Режиссёр Михаил Литвяков председатель жюри первого фестиваля «Саратовские страдания»

- Главный приз фестиваля «Саратовская гармония»: «Русский автобус». Режиссёр Ирина Рериг. «Аксель Брандт Фильмпродукцион». Германия, Берлин.
- «Из Саратова — с любовью». Специальный приз мэра г. Саратова Юрия Аксененко: «Хочу сказать». Режиссёр Арман Ерицян. Армения, Ереван.
- «За талантливое воплощение узоров судьбы». Специальный приз Главного федерального инспектора по Саратовской области аппарата Полномочного представителя Президента Российской Федерации в Приволжском федеральном округе Р. Ш. Халикова: «Два сына Язили Калимовой. Уинская мелодрама» Режиссёр Павел Печенкин. «Новый курс» .Россия, Пермь.
- За первый уверенный шаг в профессию: «Вера. Надежда. Любовь». Режиссёр Диана Селезнева. Учебная киностудия ВГИК. Россия, Москва.

Призы жюри конкурса любительских и экспериментальных фильмов
- Лучшее экспериментальное кино: «Империя кружек». Режиссёр Евгений Солодкий. Россия, Саратов.
- Лучшее любительское документальное кино: «Вёрсты». Режиссёр Владимир Адамов. Россия, Саратов[4].

### Второй фестиваль (2005)
Призы жюри конкурса профессиональных фильмов
- Главный приз фестиваля «Саратовская гармония»: «На шелковой нити». Режиссёр Катарина Петерс (Германия).
- «За талант» Приз губернатора Саратовской области Павла Ипатова: «Под открытым небом». Режиссёр Арман Ерицян (Армения). Студия «Фишка-фильм». Россия, Москва.
- «Из Саратова — с любовью» Приз мэра г. Саратова Юрия Аксененко: «СССР-Россия-Транзит». Режиссёр Андрей Титов. Кинокомпания «Снега», Россия, Екатеринбург.
- Приз имени Владислава Микоши «Время, которое я остановил»: оператору Владимиру Антонову. Россия, Саратов.
- «За первый уверенный шаг в профессию (дебют)»: Оператору фильма «Волга» Михаилу Уралеву. Нижне-Волжская студия кинохроники. Россия, Саратов.

Призы жюри конкурса любительских и экспериментальных фильмов
- Приз за лучший любительский документальный фильм — не вручается
- Приз за лучший экспериментальный фильм:
«Инопланетяне — мозгососы». Режиссёр Дмитрий Тиков. Саратов.
«Люблю», Режиссёр Мария Козлова. ВГИК. Москва[5].

### Третий фестиваль (2006)
- Главный приз фестиваля «Саратовская гармония»: «Собиратели теней». Режиссёр Мария Кравченко Студия-производитель: ОАО "ТПО «Нижне-Волжская студия кинохроники». Россия, Саратов.
- Специальный приз Губернатора Саратовской области «За талант»: «Москва-Батум». Режиссёр: Никита Воронов Студия-производитель: АНО культуры кинообъединение «МАСТЕР». Россия, Москва.
- Специальный приз Главы администрации города Саратова «Из Саратова с любовью»: «Чернобыль — невидимый вор». Режиссёр: Кристоф Бёкель. Студия-производитель: Баум-фильм ГмбХ / Мюнхен совместно с ARTE / WDR. Германия.
- Приз «За первый уверенный шаг в профессию» (дебют): «Великий утешитель Иван Пырьев». Режиссёр Андрей Разумовский. ООО «Техновидео» при участии продюсерской компании «Фора-Фильм». Россия, Москва.
- Специальный приз лучшему оператору (имени Владислава Микоши): «Яптик-хэсе». Оператор Сергей Филиппов. Режиссёр Эдгар Бартенев. Санкт — Петербургская студия документальных фильмов. Россия, Санкт-Петербург.

- Приз «За лучший любительский фильм»: «Приключения вивисектора». Режиссёр Владимир Адамов. Россия, Саратов.
- Приз «За лучший экспериментальный фильм»: «Свято». Режиссёр Виктор Косаковкий. Киностудия Косаковского. Россия, Санкт-Петербург[6].

В 2007 году любительские и экспериментальные фильмы судило «профессиональное» жюри.

### Четвёртый фестиваль (2007)
Призы жюри основного конкурса

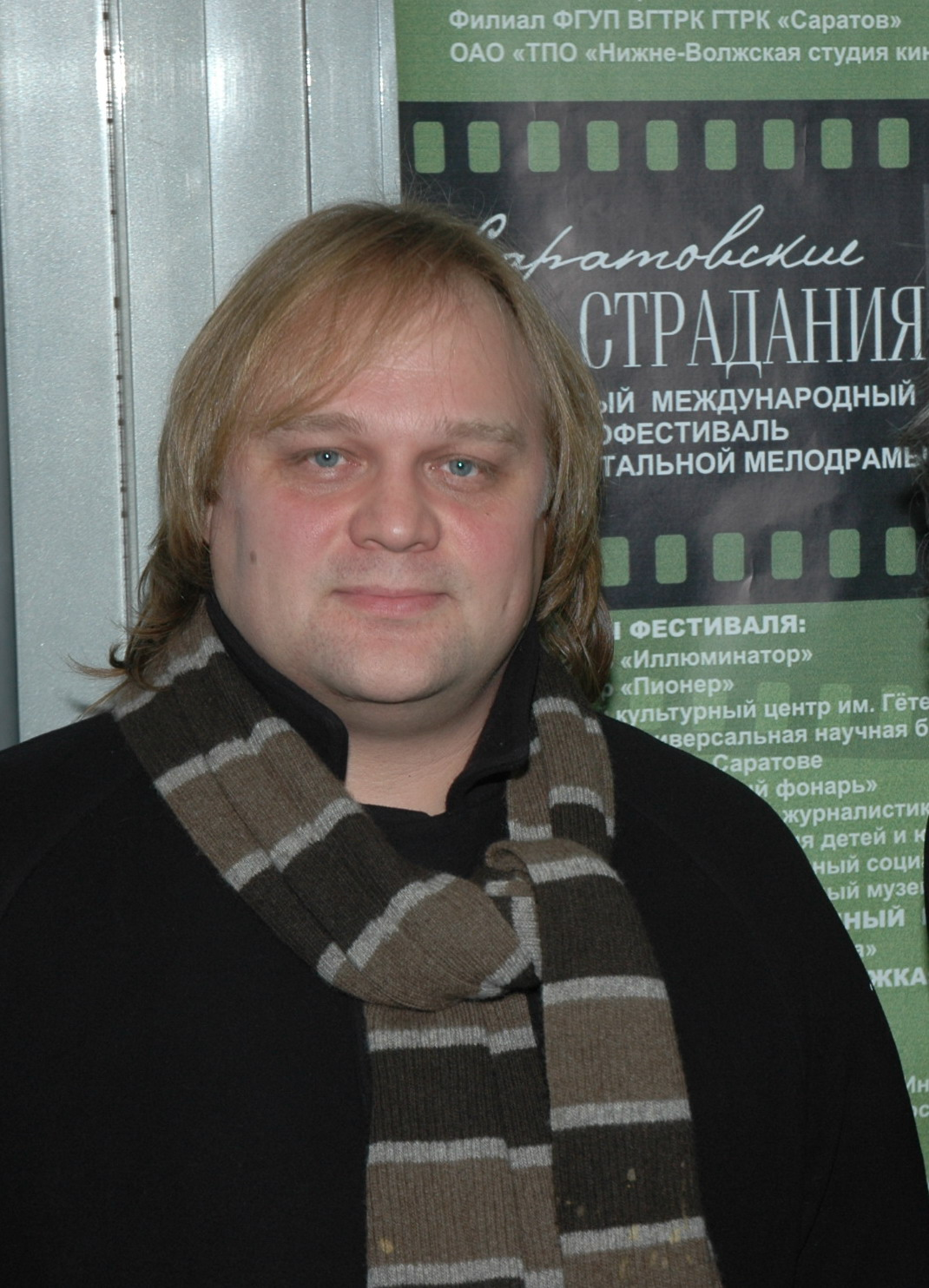
Режиссёр Алексей Федорченко — председатель жюри четвёртого фестиваля «Саратовские страдания»

- Главный приз фестиваля «Саратовская гармония»: «Залесье — жизнь умирающей культуры в Трансильвании». Автор сценария и режиссёр: Джеральд Хауценбергер. «Golden Girls Filmproduction». Австрия, 2007.
- Специальный приз Губернатора Саратовской области «За талант»: «Республика труб». Режиссёр и оператор Стефано Миссио. «ildocumentario. it». Италия, 2006.
- Специальный приз Главы администрации города Саратова «Из Саратова с любовью»: «Товарищи по мечте». Автор сценария и режиссёр: Ули Гаульке. «Flying Moon Filmproduktion». Германия, 2006.
- Приз «За первый уверенный шаг в профессию» (дебют): Долгая дорога домой. Автор Александр Горелик. Россия, Санкт-Петербург, 2007.
- Специальный приз лучшему оператору (имени Владислава Микоши): «Беллависта». Автор сценария, режиссёр, оператор: Петер Шрейнер. «Echtzeitfilm GmbH». Австрия, 2006.
- Специальное упоминание жюри: «История людей в войне и мире». Автор Вардан Оганесян. «Bars Media». Армения, 2006.
- Специальное упоминание жюри: «Не страшно» Автор сценария и режиссёр: Светлана Федорова. «СЕВЗАПКИНО». Россия, Санкт-Петербург.
- Специальное упоминание жюри: «Сарафан». Автор сценария и режиссёр: Александра Стреляная. «Санкт-Петербургская студия документальных фильмов». Россия, Санкт-Петербург, 2006.
- Приз «За лучший любительский фильм»: «Жажда жить». Автор Дарья Емельянова. Россия, Санкт-Петербург, 2007.
- Приз « За лучший экспериментальный фильм»: «Рекламная колыбельная». Автор Яков Каждан. Россия, Москва, 2007[7].

В 2007 году любительские и экспериментальные фильмы судило «профессиональное» жюри.

### Пятый фестиваль (2008)
Призы жюри конкурса профессиональных фильмов

Олег Табаков вручает собственный приз режиссёру Павлу Печенкину

- Главный приз фестиваля «Саратовская гармония»: «Мой класс». Автор сценария и режиссёр Екатерина Еременко. «Zero one film». Германия, 2007.
- Специальный приз президента фестиваля — О. П. Табакова: «Урок танца». Режиссёр Павел Печенкин. «Новый курс». Россия, Пермь, 2007.
- Приз Главного учредителя — министерства культуры Саратовской области «За чистоту чувств в семейных отношениях»: «Дочери Пална». Автор сценария и режиссёр Кити Луостаринен. «Kiti Luostarinen Production». Финляндия, 2007.
- Специальный приз Губернатора Саратовской области «За талант»: «9 Забытых песен». Автор сценария и режиссёр Галина Красноборова. «Продюсерский центр ВГИК». Россия, Москва, 2008.
- Специальный приз Главы администрации города Саратова «Из Саратова с любовью»: «Её семья и другие животные». Автор сценария, режиссёр, оператор Ирина Уральская. «РИСК-ФИЛЬМ». Россия, Москва, 2008.
- Специальный приз лучшему оператору (имени Владислава Микоши): «Житек». Оператор Томаш Августинек. «Timecode». Польша, 2008.
- Приз «За первый уверенный шаг в профессию» (дебют): «Мисс Гулаг». Режиссёр Мария Яцкова «NEIHAUSEN-YATSKOVA AND VODAR FILMS». США, 2007.
- Специальное упоминание жюри: «Прыжок». Автор сценария и режиссёр Таисия Решетникова. «Продюсерский центр ВГИК». Россия, Москва, 2007.
- Специальное упоминание жюри: «Свой дом». Автор сценария и режиссёр: Алексей Погребной. Киновидеостудия «Вятка». Россия, Киров, 2008.

Призы жюри конкурса любительских и экспериментальных фильмов
- Приз «За лучший любительский фильм»: «Одиночество». Автор: Grahera-Pobozar. Россия, Саратов, 2008.
- Приз «За лучший экспериментальный фильм»: «Зина. Жила-была». Режиссёр: Александр Белобоков. Россия, Москва, 2007[8].

### Шестой фестиваль (2009)
Призы жюри конкурса профессиональных фильмов 

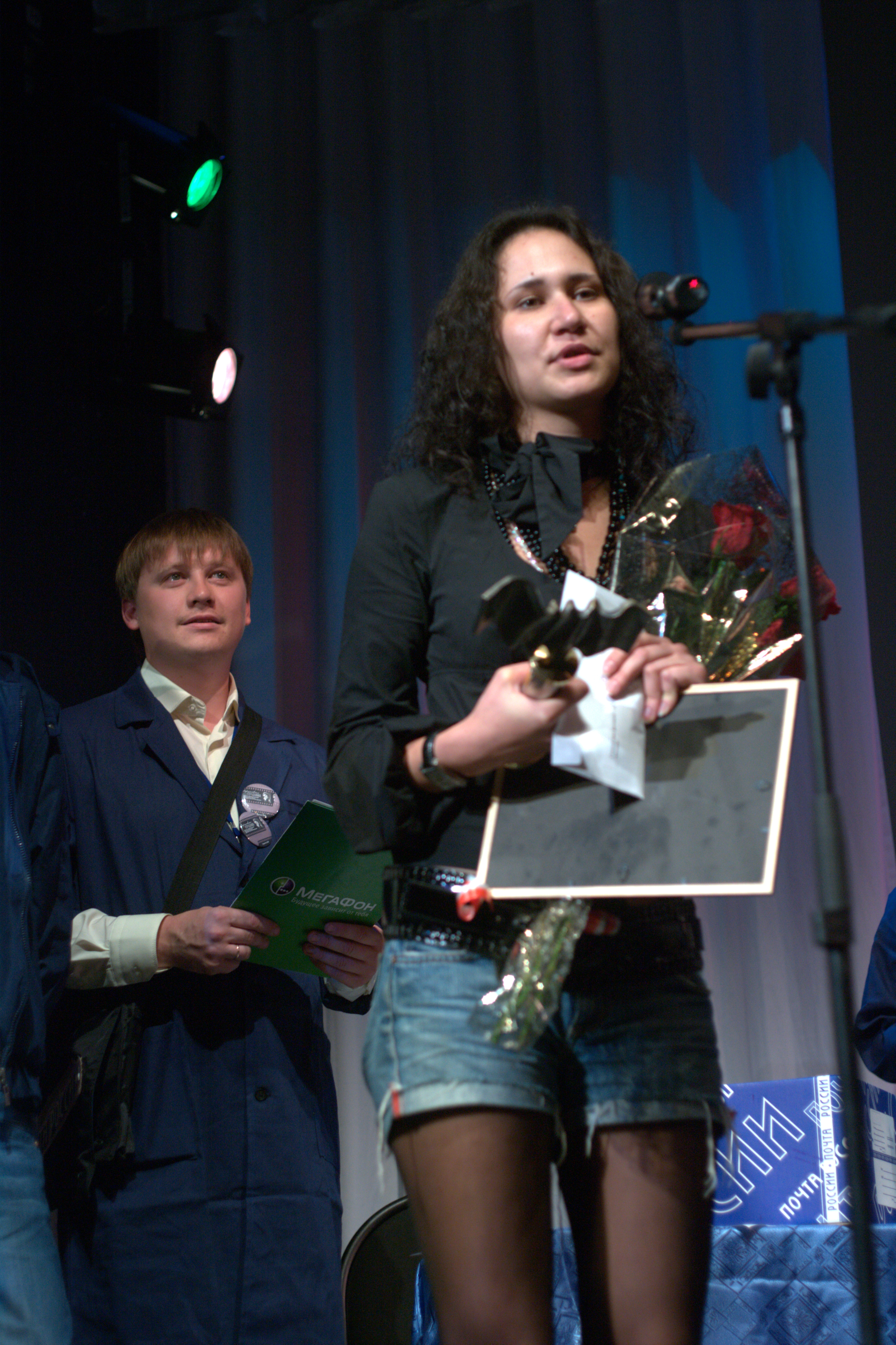
Победитель шестого фестиваля «Саратовские страдания» режиссёр Мария Кравченко

- Главный приз фестиваля — приз Губернатора Саратовской области «Саратовская гармония»: «Части тела». Автор сценария и режиссёр: Мария Кравченко. Документальный Дом «Первое Кино», студия «Остров». Россия, Москва, 2009.
- Приз Главы администрации муниципального образования «Город Саратов» — «Из Саратова с любовью»: «Нежный жанр». Автор сценария и режиссёр: Алексей Погребной. НО «Фонд этногеографических исследований». Россия, Москва, 2009.
- Приз лучшему оператору (имени Владислава Микоши): «Части тела». Операторы: Иван Финогеев, Михаил Уралев. Документальный Дом «Первое Кино», студия «Остров». Россия, Москва, 2009.
- Приз «За первый уверенный шаг в профессию» (дебют): «Ленин. Live». Автор сценария, режиссёр, оператор: Павел Лопарев. Школа Кино и ТВ при ГУ-ВШЭ. Россия, Москва, 2009.
- Приз генерального партнера фестиваля — компании «Мегафон»: «Тетка». Автор сценария и режиссёр: Вениамин Тронин. АНО «Киновидеостудия „Риск“». Россия, Москва, 2009.
- Приз пресс-спонсора фестиваля: «Танцуй, пока играет музыка». Режиссёры: Лев Гришин, Марта Антоничева. Россия, Саратов, 2009.
- Специальное упоминание жюри «За беспристрастный взгляд на жизнь богемы»: «Портрет под мухой». Автор сценария и режиссёр Елена Ласкари. АНО НК «Точка зрения». Россия, Москва, 2008.

Призы жюри конкурса любительских и экспериментальных фильмов:
- Приз «За лучший любительский и экспериментальный фильм»: «Лунатик». Режиссёры: Юрий Солодов, Худайберген Юсупов. Творческая Мастерская «Charlie». Россия, Королев, 2009.

### Седьмой фестиваль (2010)
Призы жюри конкурса профессиональных фильмов
- Главный приз фестиваля — приз Губернатора Саратовской области «Саратовская гармония»: «Московские истории любви 1993—2009». Режиссёр Кристоф Бекель. BAUM FILM GmbH. Германия, 2010.
- Специальный приз Председателя жюри: «Под говор пьяных мужичков». Режиссёр: Ирина Бессарабова."Продюсерская компания Фора-фильм М". Россия, Москва, 2010.
- Приз Министерства культуры Саратовской области: «Живая вода мертвая». Режиссёр: Иван Савченко. Студия-производитель: O’k. Россия, Москва, 2009.
- Приз Главы администрации муниципального образования «Город Саратов» — «Из Саратова с любовью»: «Убивая девочек». Режиссёры: Дэвид Кинселла, Анна Сирота. David Kinsella Productions.Норвегия, 2009.
- Приз лучшему оператору (имени Владислава Микоши): «Последний канатоходец Армении». Оператор Мкртич Бароян. Bars Media Documentary Film Studio. Армения, 2009.
- Приз «За первый уверенный шаг в профессию» (дебют): «Мой папа коммунист». Режиссёры: Григорий Гришин, Ольга Яковлева. «Аugust 26th studio». Россия, Саратов, 2010.
- Приз генерального партнера фестиваля — компании «Мегафон» «За лучшее раскрытие человеческих взаимоотношений»: «Зимник. Край лютых». Режиссёр: Николай Евстифеев. Россия, Москва, 2009.

Призы жюри конкурса любительских и экспериментальных фильмов:
- Приз «За лучший экспериментальный фильм»: «Синее небо. Чёрный хлеб». Автор: Илья Томашевич. Оператор: Владимир Шаповалов. Россия, Москва, 2009.
- Приз «За лучший экспериментальный фильм»: «Околоколомна». Авторы: Игорь Ролдугин, Игорь Сорокин. Россия, Коломна, 2010.

### Восьмой фестиваль (2011)
Призы жюри конкурса профессиональных фильмов

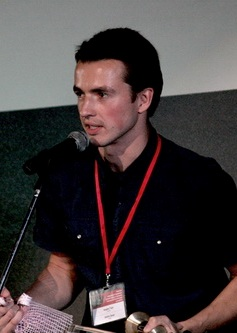
Победитель восьмого фестиваля «Саратовские страдания» латвийский режиссёр Андрис Гауя

- Главный приз фестиваля — приз Губернатора Саратовской области «Саратовская гармония»: «Семейный инстинкт» («Family instinct»). Режиссёр: Андрис Гауя. FA Filma. Латвия, 2010.
- Специальный приз Председателя жюри: «Я забуду этот день». Режиссёр: Алина Рудницкая. ОАО "ТПО «Санкт-Петербургская студия документальных фильмов». Россия, Санкт-Петербург, 2011.
- Приз Министерства культуры Саратовской области: «Тетрадь из сожженного Гетто». Режиссёр: Евгений Цымбал. Продюсерский Центр «Хорошо Продакшн». Россия, Москва, 2011.
- Приз Главы администрации муниципального образования «Город Саратов» — «Из Саратова с любовью»: «Усыновленные» («Adopted»).Режиссёры: Гудрун Видлок, Рубен Рех. Torrero Film, Hanfgarn & Ufer.Германия-Гана, 2010.
- Приз лучшему оператору (имени Владислава Микоши): «Семейный инстинкт» («Family instinct»). Оператор Александрс Гребневс. Режиссёр: Андрис Гауя. FA Filma. Латвия, 2010.
- Приз «За первый уверенный шаг в профессию» (дебют): «Таня, 5-я». Режиссёр: Дмитрий Кубасов. Студия Марины Разбежкиной, Киногруппа «ПЛАН». Россия, Москва, 2011.
- Приз генерального партнера фестиваля — компании «Мегафон» «За лучшее раскрытие человеческих взаимоотношений»: «Не про собак». Режиссёр: Владимир Тюлькин. Казахстан, 2011.

Призы Кинопанорамы. DOC (второй конкурсной программы фестиваля):
- «Тандем». Режиссёр: Иван Савченко. О’К films. Россия, Москва, 2011.
- «Эмка Мандель с Колборн Роуд, 28». Режиссёр: Павел Мирзоев. Россия, Москва, 2010.

В 2011 году конкурс любительских и экспериментальных фильмов не проводился.

### Девятый фестиваль (2012)
Призы жюри основного конкурса
- Главный приз фестиваля — приз Губернатора Саратовской области «Саратовская гармония»: «Твоя навсегда». Режиссёр: Миа Хальме. Avanton Productions. Финляндия, 2011.
- Приз Министерства культуры Саратовской области: «Donkeymentary». Режиссёр Арман Ерицян, «Барс Медиа». Армения, 2012.
- Приз Главы администрации муниципального образования «Город Саратов» — «Из Саратова с любовью»: «В объятьях моей мамы». Авторы сценария и режиссёры: Атья и Мохаммед Аль-Дараджи. Human FilmUK/NL & Iraq Al-Rafidain IQ. Ирак/Великобритания, 2011.
- Приз лучшему оператору (имени Владислава Микоши): «Твоя навсегда». Автор сценария и режиссёр: Миа Хальме. Оператор: Петр Флинкенберг. Avanton Productions. Финляндия, 2011.
- Приз «За первый уверенный шаг в профессию» (дебют): «Вооружен и не очень опасен». Автор сценария и режиссёр: Анастасия Винокурова. Osteuropa Medienproduktion/HU Film. Германия, 2011.
- Приз генерального партнера фестиваля — компании «МегаФон» «За лучшее раскрытие человеческих взаимоотношений»: «Дом». Автор сценария и режиссёр: Ольга Маурина. «Сансара». Россия, Москва, 2011.
- Приз за лучший фильм панорамы «КИНОДОК»: «Бегущий человек». Режиссёр: Андреа Замбелли Lab80 film[итал.]. Италия, 2012.
- Специальный приз получил фильм Инны Прозоровой — «Жизнь вопреки, или Я счастливый человек», Саратов, Россия, 2012[9]

### Десятый фестиваль (2013)
Призы жюри основного конкурса
- Главный приз фестиваля — приз Губернатора Саратовской области «Саратовская гармония»: «24 ведра, 7 мышей, 18 лет». Автор сценария и режиссёр: Мариус Якоб. Manekino Film. Румыния, 2012.
- Приз Главы администрации муниципального образования «Город Саратов» — «Из Саратова с любовью»: «Законы Мэтью». Автор сценария и режиссёр: Марк Шмидт.Basaltfilm. Нидерланды, 2012.
- Приз Генерального спонсора фестиваля «Энергия правды»: «Мои немецкие дети». Автор сценария и режиссёр: Том Тамар Пауэр. TomPauerProductions. Германия/Израиль, 2013.
- Приз Министерства культуры Саратовской области: «Очаг». Режиссёр: Вениамин Тронин, АНО «Киностудия «Риск». Россия, 2013.
- Приз лучшему оператору (имени Владислава Микоши): «Цветанка». Автор сценария, режиссёр и оператор: Юлиан Табаков. Gnu Film, Agitprop. Болгария/Швеция, 2012.
- Приз «За первый уверенный шаг в профессию» (дебют): «Марш! Марш! Левой!». Автор сценария и режиссёр:Евгения Монтанья Ибаньес. Montana Ibanez Production. Россия, 2012.
- Приз за лучший фильм панорамы «КИНОДОК»: «Валенки». Автор сценария и режиссёр: Елена Ласкари. «КиноАртель» / «Точка зрения» Россия, 2012.
- Приз за лучший фильм панорамы «КИНОДОК»: «Параллельные миры города С». Режиссёр: Евгений Солодкий. Россия, 2013.

### Одиннадцатый фестиваль (2014)
Призы жюри основного конкурса
- Главный приз фестиваля — приз Губернатора Саратовской области «Саратовская гармония»: «13 дверей». Автор сценария и режиссёр: Дэвид Рубио. Imaginada. Аргентина/Эквадор, 2014.
- Приз Главы администрации муниципального образования «Город Саратов» — «Из Саратова с любовью»: «Поезд в Москву - путешествие в утопию». Режиссёры: Федерико Ферроне, Майкл Манцолини. Италия, 2013.
- Приз Генерального спонсора фестиваля «Энергия правды»: «Хранители сада». Автор сценария и режиссёр: Бриони Данн. Les Films du Renard. Египет, 2014.
- Приз Министерства культуры Саратовской области: «По образу и подобию». Автор сценария: Ольга Арлаускас. Режиссёр: Никита Тихонов-Рау, АРТВИДЕО. Россия, 2013.
- Приз лучшему оператору (имени Владислава Микоши): «ЮРА». Автор сценария и режиссёр: Светлана Черникова. Оператор: Алексей Филиппов. РИСК-ФИЛЬМ. Россия, 2014.
- Приз «За первый уверенный шаг в профессию» (дебют): «Нежданная любовь». Автор сценария и режиссёр: Пас Шварц и Реувен Бродский. Shula Spiegel Ltd, Donna Production TV and Movies (2001) Ltd. Израиль, 2014.
- Приз за лучший фильм панорамы «КИНОДОК»: «КОРЫТО ЛЫЖИ ВЕЛОСИПЕД». Режиссёр: Иван Твердовский. «КиноАртель». Россия, 2013.

### Двенадцатый фестиваль (2015)
Призы жюри основного конкурса
- Главный приз фестиваля — приз Губернатора Саратовской области «Саратовская гармония»: «Тото и его сёстры». Автор сценария и режиссёр: Александр Нанау . Strada Film, HBO Europe, Румыния, 2014.
- Приз Генерального спонсора фестиваля «Энергия правды»: «Вчерашний день». Автор сценария и режиссёр: Михаил Бушков.Школа документального кино Марины Разбежкиной и Михаила Угарова, Россия, 2015.
- Приз Главы администрации муниципального образования «Город Саратов» — «Из Саратова с любовью»: «Однажды». Режиссёры: Казим Оз . Yapim 13 Film & Al Jazeera, Турция, 2014
- Приз Министерства культуры Саратовской области: «Посторонние». Режиссёр: Павел Фаттахутдинов, Киностудия «Снега», Россия, 2014.
- Приз лучшему оператору (имени Владислава Микоши): «Замороженное время». Режиссёры:Александр Калашников, Владимир Васильев. Оператор: Борис Травкин, Россия, 2015.
- Приз «За первый уверенный шаг в профессию» (дебют): «Земляк». Автор сценария и режиссёр: Анастасия Зверькова, Восточно-Сибирская студия кинохроники, Россия, 2015
- Приз за лучший фильм программы «ПАНОРАМА. KINO.DOC»: «Чудесное расположение». Режиссёр: Ульрих Франке, Михаиль Лёкен, Германия, 2015.

### Тринадцатый фестиваль (2016)
В конкурсной программе "Наша кинофабрика" были представлены работы саратовских авторов.
Призы жюри основного конкурса
- Главный приз фестиваля — приз Губернатора Саратовской области «Саратовская гармония»: «Татьяны и её дети». Автор сценария и режиссёр: Елена Ласкари. КиноАртель, Россия 2016
- Приз Главы администрации муниципального образования «Город Саратов» — «Из Саратова с любовью»: «Раз, два, три». Автор сценария и режиссёр: Арман Ерицян. Bars Media, Армения/Норвегия, 2015
- Приз Министерства культуры Саратовской области: «Следующая остановка: Утопия». Автор сценария, режиссёр и оператор: Апостолос Каракасис. Minimal Films, Греция, 2015
- Приз лучшему оператору (имени Владислава Микоши): «Зуд». Оператор: Павел Хорзепа. Zero one film GmbH/Otter Films, Германия/Польша, 2016
- Приз «За первый уверенный шаг в профессию» (дебют): «Переверни пластинку». Режиссёры: Роман Навескин, Степан Поливанов. Koster Records, Россия, 2016.
- Специальное упоминание жюри: «Напротив левого берега». Режиссёр: Евгений Григорьев. Первое кино, Россия, 2016
- Приз за лучший фильм программы «Наша кинофабрика»: «Одна такая». Режиссёр: Светлана Прокудина. Россия, 2016.

### Четырнадцатый фестиваль (2017)
Призы жюри основного конкурса
- Главный приз фестиваля — «Саратов – открытый город»: «ВОДОВОРОТ» (Лора Эрреро Гарвин, Мексика, 2016).
- Приз Губернатора Саратовской области «Саратовская гармония»: «ХВАТАЙ И БЕГИ» (Розе Корелла, Испания, 2017).
- Приз Главы администрации муниципального образования «Город Саратов» — «Из Саратова с любовью»: «УБЕЖДЕНИЯ» (Татьяна Чистова, Польша, 2016).
- Приз Министерства культуры Саратовской области: «СЕЛЬСКИЙ КИНОМЕХАНИК» (Александр Калашников, Россия, 2016).
- Приз лучшему оператору (имени Владислава Микоши): «ВОДОВОРОТ» (Лора Эрреро Гарвин, Мексика, 2016).
- Приз «За первый уверенный шаг в профессию» (дебют): «ХРОНИКИ НЕСЛУЧИВШЕЙСЯ РЕВОЛЮЦИИ» (Константин Селин, Россия/Германия, 2016).
- Специальное упоминание жюри: «НА ГРАНИ» (Миа Мулларки, Ирландия, 2017).
- Специальное упоминание жюри: «ШЕКСПИР В КАСАБЛАНКЕ» (Соня Терраб, Марокко, 2016).
- Специальный приз ГТРК «Саратов»: «ПЛАЦКАРТ» (Родион Исмаилов, Россия, 2017).
- Специальный приз киноклуба «Волшебный фонарь» «За самое точное попадание в жанр»: «СЕЛЬСКИЙ КИНОМЕХАНИК» (Александр Калашников, Россия, 2016).
- Специальный приз ОАО «Саратовнефтегаз»: «ПРОСЛУШИВНИЕ» (Тиль Хармс, Германия, 2017).

Призы жюри конкурса "Наша кинофабрика"
- Приз за лучший фильм программы «Наша кинофабрика»: «РАССТРИГИ» (Эрланд Кельтер, Россия, 2017).
- Специальный диплом программы «НАША КИНОФАБРИКА» «За воплощение вселенного масштаба маленького пространства»: «ПОСЁЛОК НА БЕРЕГУ ВСЕЛЕННОЙ» (Евгений Борисов, Россия, 2017).
- Специальный диплом программы «НАША КИНОФАБРИКА» «За сердечную и девственную любовь к природе Поволжья»: «ОКРЕСТНОСТИ АЛТЫННОЙ ГОРЫ» (Наталья Курышова, Россия, 2017).

### Пятнадцатый фестиваль (2018)
В 2018 состязание производилось в четырех конкурсных программах.
Призы жюри основного конкурса
- Главный приз фестиваля — Приз Губернатора Саратовской области «Саратовская гармония: «БЕЛАЯ МАМА» (Зося Родкевич, Евгения Останина, Россия, 2018).
- Приз Главы администрации муниципального образования «Город Саратов» — «Из Саратова с любовью»: «СЕМЕЙНАЯ ЖИЗНЬ» (Роза Зиглер, Германия, 2018).
- Приз Министерства культуры Саратовской области: «КОРОЛЬ ЛИР» (Денис Клеблеев, Россия, 2017).
- Приз лучшему оператору (имени Владислава Микоши): «СЛЕДУЮЩИЙ ХРАНИТЕЛЬ» (Арун Баттарай, Доротея Зурбо, Венгрия, 2017).
- Приз «За первый уверенный шаг в профессию» (дебют): «МЕТЕОРЫ» (Гюркан Кельтек, Нидерланды/Турция, 2017).
- Специальный приз киноклуба «Волшебный фонарь» «За самое точное попадание в жанр»: «О ЧЁМ ГРУСТИТ НАШ ДОМ» (Кирстен Гайнет, Россия, 2018).
- Специальный приз ОАО «Саратовнефтегаз»: «ЖЁСТКАЯ СЦЕПКА» (Александр Калашников, Михаил Тарковский, Россия, 2018).

Приз жюри конкурса "Саратов - открытый город"
- Приз за лучший фильм программы «Саратов – открытый город»: «АНАТОМИЯ ЧУДА» (Алессандра Челесия, Франция, 2017).

Призы жюри конкурса "Мосты в Россию"
- Приз за лучший фильм программы «Мосты в Россию»: «БЕЛАЯ СТРЕЛА» (Джим Крофт, Германия, 2017).
- Специальное упоминание жюри программы «Мосты в Россию»: «LET IT SOUL» (Кирилл Кулагин, Россия, 2018).

Призы жюри конкурса "Наша кинофабрика"
- Приз за лучший фильм программы «Наша кинофабрика»: «ПРЕДЧУВСТВИЕ» (Андрей Грешнов, Россия, 2017).
- Специальный диплом программы «НАША КИНОФАБРИКА» «За актуальный взгляд на историю»: «ВРЕМЯ ОТ ВРЕМЕНИ» (Марина Селиванова, Анна Ховайко, Россия, 2018).
- Специальный диплом программы «НАША КИНОФАБРИКА» «За неравнодушие к проблемам беспризорных животных»: «БЕЗДОМНЫЙ ПЁС» (Александр Фокеев, Россия, 2018).
- Специальный приз Саратовского отделения Союза кинематографистов России «За вклад в документальную летопись истории Саратовского края»: «ВРЕМЯ ОТ ВРЕМЕНИ» (Марина Селиванова, Анна Ховайко, Россия, 2018).

### Шестнадцатый фестиваль (2019)
Призы основного конкурса
- Главный приз фестиваля — Приз Губернатора Саратовской области «Саратовская гармония: «МАШИНА ВРЕМЕНИ» (Нора Агапи, Румыния, 2018).
- Приз Главы администрации муниципального образования «Город Саратов» — «Из Саратова с любовью»: «ПОСЛЕДНЕЕ ВОСКРЕСЕНЬЕ АВГУСТА» (Эли Гершзон, Израиль, 2018).
- Приз Министерства культуры Саратовской области: «НАУХАУС» (Олег Ракович, Россия, 2018).
- Приз лучшему оператору (имени Владислава Микоши): «СВОЯ РЕСПУБЛИКА» (Алёна Полунина, Россия, 2018).
- Приз «За первый уверенный шаг в профессию» (дебют): «ЕДОКИ КАРТОФЕЛЯ» (Дина Баринова, Россия, 2018).
- Специальное упоминание жюри: «ЛУЧ НАДЕЖДЫ» (Виталий Мазурик, Финляндия, 2018).
- Приз зрителей: «ВЕРТОЛЁТЫ» (Дмитрий Кубасов, Россия, 2018).
- Специальный приз киноклуба «Волшебный фонарь» «За самое точное попадание в жанр»: «КРОЛИК И КОТ УКРАЛИ ШОУ» (Шэрон Он, Германия, 2018).

Призы конкурса "Саратов - открытый город"
- Приз за лучший фильм программы «Саратов – открытый город»: «ВЫРВАТЬСЯ. ИСТОРИЯ ЛЮБВИ» (Ольга Аверкиева, Россия, 2018).
- Специальный диплом жюри «За раскрытие темы истоков творчества»: «ПЕТЬ» (Ольга Короткая, Россия/Польша, 2018).
- Специальный диплом жюри «За раскрытие актуальной и перспективной проблемы»: «ПРИЗНАКИ ЖИЗНИ» (Наталья Касьянова, Россия, 2018).
- Специальный приз ОАО «Саратовнефтегаз»: «РОДНАЯ МУЗЫКА» (Степан Воронежский, Россия, 2018).

Призы конкурса "Наша кинофабрика"
- Приз за лучший фильм программы «Наша кинофабрика»: «ЭТО СМЕРТЬ» (Романа Киршак, Россия/Франция, 2018).
- Специальный диплом программы «Наша кинофабрика»: «БРОВИ» (Андрей Андреев, Россия, 2019).

### Семнадцатый фестиваль (2020)
Призы основного конкурса
- Главный приз фестиваля — Приз Губернатора Саратовской области «Саратовская гармония: «ВИЛЬФРЕД И АЛЕКСАНДРА» (Олег Галицкий, Россия, 2020).
- Приз Главы администрации муниципального образования «Город Саратов» — «Из Саратова с любовью»: «КОГДА ПОМИДОРЫ ПОЗНАКОМИЛИСЬ С ВАГНЕРОМ» (Марианна Эконому, Греция, 2019).
- Приз Министерства культуры Саратовской области: «ОВЕЧИЙ ГЕРОЙ» (Тон ван Зантвурт, Нидерланды, 2019).
- Приз лучшему оператору (имени Владислава Микоши): «ХРОНИКИ РТУТИ» (Саша Кулак, Россия, 2019).
- Приз «За первый уверенный шаг в профессию» (дебют): «СКРЫТНЫЙ» (Педро Гарсиа Кампос, Поль Гонсалес Новелл, Испания, 2020).
- Специальный диплом жюри: «КОСТЯ ПИТЕРСКИЙ» (Евгений Сущёв, Россия, 2020).
- Специальный диплом жюри: «ЯМА» (Христьяна Райкова, Германия, 2019).
- Специальный диплом жюри: «ХОРОШИХ ДЕВОЧЕК НЕ БЬЮТ» (Галина Адамович, Беларусь, 2019).
- Специальное упоминание жюри: «ГДЕ МАТРЁНА?» (Елена Ласкари, Россия, 2019).
- Специальное упоминание жюри: «СЕКРЕТАРЬ ПО ИДЕОЛОГИИ» (Юрий Пивоваров, Россия, 2019).
- Специальный приз киноклуба «Волшебный фонарь» «За самое точное попадание в жанр»: «ВОЙНА ВО МНЕ» (Себастьян Хайнцель, Германия/Швейцария, 2019).
- Приз зрителей: «РЕАНИМАЦИЯ» (Станислав Ставинов, Андрей Тимощенко, Россия, 2019).

Призы конкурса "Саратов - открытый город"
- Приз за лучший фильм программы «Саратов – открытый город»: «ВЫРВАТЬСЯ. ИСТОРИЯ ЛЮБВИ» (Ольга Аверкиева, Россия, 2018).
- Специальный диплом жюри «За раскрытие темы истоков творчества»: «ПЕТЬ» (Ольга Короткая, Россия/Польша, 2018).
- Специальный диплом жюри «За раскрытие актуальной и перспективной проблемы»: «ПРИЗНАКИ ЖИЗНИ» (Наталья Касьянова, Россия, 2018).
- Специальный приз ОАО «Саратовнефтегаз»: «РОДНАЯ МУЗЫКА» (Степан Воронежский, Россия, 2018).

Призы конкурса "Наша кинофабрика"
- Приз за лучший фильм программы «Наша кинофабрика»: «ЭТО СМЕРТЬ» (Романа Киршак, Россия/Франция, 2018).
- Специальный диплом программы «Наша кинофабрика»: «БРОВИ» (Андрей Андреев, Россия, 2019).

### Восемнадцатый фестиваль (2021)
Призы основного конкурса
- Главный приз фестиваля — Приз Губернатора Саратовской области «Саратовская гармония: «БОЛЬШЕ НЕ БУДЕТ НОЧИ» (Элеонора Вебер, Франция, 2020).
- Приз Главы администрации муниципального образования «Город Саратов» — «Из Саратова с любовью»: «ХАРДЖИЕВ. ПОСЛЕДНИЙ РУССКИЙ ФУТУРИСТ» (Лилия Вьюгина, Россия, 2020).
- Приз Министерства культуры Саратовской области: «ДАЛЬНИЙ ПЛАН» (Владимир Головнёв, Россия, 2021).
- Приз лучшему оператору (имени Владислава Микоши): «ТАКОЕ ГРЯЗНОЕ НЕБО» (операторы Маурицио Рейес Серрано, Альваро Ф. Пульпейро, Колумбия/Испания/Великобритания, 2021).
- Приз «За первый уверенный шаг в профессию» (дебют): «ЧЕЛОВЕК-АИСТ» (Томислав Йелинкич, Хорватия/Италия, 2020).
- Специальное упоминание жюри: «ЧЕРМЕТ» (Николай Н. Викторов, Россия, 2020).
- Специальное упоминание жюри: «ГРАНИЦА: ЧЕТЫРЕ СЕЗОНА ЗА ДЕНЬ» (Аннабель Вербеке, Бельгия, 2021).
- Специальное упоминание жюри: «КАК ДЕЛА, КРИСТИНА?» (Ксения Лагутина, Россия, 2021)
- Специальный приз киноклуба «Волшебный фонарь» «За самое точное попадание в жанр»: «РУССКИЙ ПУТЬ» (Татьяна Соболева, Россия, 2021).
- Специальный диплом Общественного совета при Министерстве культуры Саратовской области: «СВОБОДНЫЙ ПОЛЁТ» (Альгис Арлаускас, Испания/Россия, 2020).
- Приз зрителей: «ВЕРНИТЕ МОИ РУКИ» (Константин Селин, Россия, 2020).

Призы конкурса "Саратов - открытый город"
- Приз за лучший фильм программы: «ВОЙНА РАИ СИНИЦИНОЙ» (Ефим Грабой, Израиль/Россия, 2021).
- Специальный диплом жюри: «ДЖОЙ» (Дарья Слюсаренко, Россия, 2020).
- Специальный диплом жюри: «СТЕНА ТЕНЕЙ» (Элиза Кубарска, Швейцария/Германия/Польша, 2020).
- Специальный диплом жюри: «МЕЖДУ СЕМЬЮ ОСТРОВАМИ» (Алмаз Нургалиев, Россия, 2021).

Приз конкурса "КОРОТКО"
- «Я НЕ ОСТАНУСЬ ОДИН» (Ясер Талеби, Иран, 2021).

Приз конкурса "САРАТОВСКИЕ СТРАДАНИЯ.ART"
- «УХОДЯЩАЯ НАТУРА. ПОРТРЕТ РЕЖИССЁРА АХАДОВА» (Олег Галицкий, Россия, 2020).

Приз конкурса "Наша кинофабрика"
- «В ПРОСТРАНСТВЕ И ВРЕМЕНИ (ПАМЯТИ ЮРИЯ ПЕТРОВИЧА ОШЕРОВА)» (Артём Кузин, Россия, 2021).

### Девятнадцатый фестиваль (2022)
Призы основного конкурса
- Главный приз фестиваля — Приз Губернатора Саратовской области «Саратовская гармония: «НИКТО НЕ ЗНАЕТ, ГДЕ ЖИВЁТ ВАЛЕРИК» (Анна Артемьева, Венгрия/Бельгия/Португалия/Россия, 2022).
- Приз Главы администрации муниципального образования «Город Саратов» — «Из Саратова с любовью»: «ИДУЩИЙ В ОДИНОЧЕСТВЕ» (Рафаэль Шанц, Германия, 2021).
- Приз Министерства культуры Саратовской области: «ПОД НАРКОЗОМ» (Елена Ласкари, Россия, 2021).
- Приз лучшему оператору (имени Владислава Микоши): «ПРОХОЖИЙ» (оператор Пабло Пинтор, Аргентина, 2021).
- Приз «За первый уверенный шаг в профессию» (дебют): «ФИКИРТЕ» (Йи Ву, Эфиопия, 2022).
- Специальный диплом жюри: «СПЕЦЫ» (Анна Драницына, Россия, 2021).
- Специальный диплом жюри: «ВНУТРИ СНИМКА» (Таисия Никитина, Россия, 2022).
- Специальный диплом жюри: «АМУКА» (Антонио Спано, Бельгия, 2021).
- Специальный приз киноклуба «Волшебный фонарь» «За самое точное попадание в жанр»: «НЕРАССТАВАНИЕ» (Наталья Гугуева, Россия, 2022).
- Специальный диплом Общественного совета при Министерстве культуры Саратовской области: «ТАНГО С БАЛАЛАЙКОЙ» (Александр Калашников, Россия, 2022).
- Благодарность Министерства природных ресурсов и экологии Саратовской  области: «ВОЛОК. СНЫ О ДОРОГЕ» (Сергей Карандашов, Россия, 2021)
- Приз зрителей: «СПЕЦЫ» (Анна Драницына, Россия, 2021).

Призы конкурса "Саратов - открытый город"
- Приз за лучший фильм программы: «УЕЗЖАТЬ НЕ ХОЧЕТСЯ» (Александра Лусникова, Никита Аксёнов, Россия, 2022).
- Специальный диплом жюри программы: «НАЧАЛЬНИК ОТРЯДА» (Никита Ефимов, Россия, 2022).
- Специальный диплом жюри программы: «ИШИМ» (Кирилл Султанов, Россия, 2021).
- Специальный диплом жюри программы: «ЖИВУТ ЖЕ ЛЮДИ» (Павел Скоробогатов, Россия, 2022).
- Специальный диплом жюри программы: «НОЕВ КОВЧЕГ» (Григорий Курдяев, Россия, 2021).

Призы конкурса "КОРОТКО"
- Приз за лучший фильм программы: «УЛИЧНЫЕ КОРМУШКИ» (Ашвати КН, ОАЭ, 2022).
- Приз за лучший фильм программы: «КАМБАНА» (Сэмюэл Пастор, Испания, 2021).

Приз конкурса "САРАТОВСКИЕ СТРАДАНИЯ.ART"
- «ДЫШИ, ПОПРОБУЙ» (Андреа Гамадоро, Италия, 2021).

Призы конкурса "Наша кинофабрика"
- Приз за лучший фильм программы: «КАК ПРОЙТИ К ГАГАРИНУ» (Марина Карачаровская, Россия, 2022).
- Специальный диплом жюри программы: «ЖИЗНЬ.RU» (Андрей Грешнов, Россия, 2022).
- Специальный диплом жюри программы: «САМАРА КОСМИЧЕСКАЯ» (Анастасия Удинцова, Россия, 2022).

### Двадцатый фестиваль (2023)
Призы основного конкурса
- Главный приз фестиваля — Приз Губернатора Саратовской области «Саратовская гармония»: «ОБЁРТКА» (Амит Миллер, Мири Урман, Израиль, 2022).
- Приз Главы администрации муниципального образования «Город Саратов»: «Из Саратова с любовью»: «ФАЗА ЛУНЫ» (Андрей Осипов, Россия, 2023).
- Приз Министерства культуры Саратовской области: «АРАБОВ» (Дмитрий Бульба, Россия, 2022).
- Приз лучшему оператору (имени Владислава Микоши): «ДЕД» (оператор Матвей Сидоров, Россия, 2023).
- Приз «За первый уверенный шаг в профессию» (дебют): «ОТЦЫ» (Юрий Мокиенко, Россия, 2023).
- Специальный диплом жюри «За сохранение культурно-исторического наследия»: «КАМНИ» (Арман Айвазян, Армения/Россия, 2022).
- Специальный приз киноклуба «Волшебный фонарь» «За самое точное попадание в жанр»: «ХОРОШИЙ ДОКТОР» (Сергей Лукьянченко, Россия, 2022).
- Специальный диплом Общественного совета при Министерстве культуры Саратовской области: «КОГО ЛЮБЛЮ…» (Анна Бергер, Финляндия/Россия, 2022).
- Приз зрителей: «ОТЦЫ» (Юрий Мокиенко, Россия, 2023).

Призы конкурса "Саратов - открытый город"
- Приз за лучший фильм программы: «ВЛАДИМИР ЮРОВСКИЙ. ТОСКА ПО ЗИМЕ» (Елена Ласкари, Россия, 2022).
- Специальный диплом жюри «За изобразительное решение»: «ЕНИСЕЙСКИЙ МАРАФОН» (Владимир Тарасов, Россия, 2023).
- Специальный диплом жюри «За лаконичное раскрытие героя»: «ВОДЯНОЙ СЕЛЬДЕРЕЙ» (Ю Со-янг, Республика Корея, 2022).

Приз конкурса "КОРОТКО"
- «БЛОКАДНАЯ КНИГА РЕЦЕПТОВ» (Федор Бабенко, Россия, 2022).

Призы конкурса "САРАТОВСКИЕ СТРАДАНИЯ.ART"
- Приз за лучший фильм программы: «ОХОТА ЗА МГНОВЕНИЕМ» (Антон Погребной, Россия, 2022).
- Специальный диплом программы: «ВАЛЕРА-ТЕРМИНАТОР» (Антон Колбин, Россия, 2022).
- Специальный диплом программы: «ГРОМКАЯ ПЕСНЬ ТИШИНЫ» (Анастасия Сарычева, Россия, 2022).

Призы конкурса "Наша кинофабрика"
- Приз за лучший фильм программы: «ОСОБЫЙ СТАТУС СИЛЬНЫХ ЛЮДЕЙ» (Романа Киршак, Россия, 2022).
- Специальный диплом жюри «За яркий образ героя города»: «ДЕНЬ ПЕРВЫЙ, ДЕНЬ ВТОРОЙ…» (Михаил Телешев, Россия, 2023).
- Специальный диплом жюри «За глубокую исследовательскую работу в кино»: «Я СЛУЖИЛ РОДИНЕ, А НЕ ПРАВИТЕЛЬСТВУ… (Н.И. ВАВИЛОВ)» (Александр Амусин, Россия, 2023).
- Специальный диплом жюри «За операторскую работу»: «ВРЕМЯ ЦВЕСТИ» (Андрей Абрамов, Артём Коренюк, Россия, 2022).

## События фестиваля
- В 2006 году рамках третьего фестиваля состоялась всероссийская премьера десятисерийного фильма Андрея Смирнова «Свобода по-русски».
- Одним из наиболее резонансных событий шестого фестиваля стало открытие выставки фотографий «Арктика!!!» кинооператора и фотографа народного артиста СССР, четырежды лауреата Сталинской премии Владислава Микоши. Выставку представляла вдова автора Джема Фирсова-Микоша.
- На шестом фестивале народный артист СССР Олег Табаков представил саратовской публике пять своих любимых фильмов. Киноленты «Рим в 11 часов» Джузеппе Де Сантиса, «Восемь с половиной» Федерико Феллини, «Этот смутный объект желания» Луиса Буньюэля, «Крёстный отец 2» Френсиса Форда Копполы и «Пролетая над гнездом кукушки» Милоша Формана были показаны нон стоп в течение одной ночи с 9 вечера до 9 утра.
- Фильмом открытия седьмого фестиваля стала кинолента «Мелодия для шарманки» Киры Муратовой, представленная самим режиссёром. Закрылся седьмой фестиваль показом полнометражного анимационного фильма Гарри Бардина «Гадкий утенок», который также представил саратовской публике его автор.
- Церемония открытия восьмых «Саратовских страданий» была посвящена 50-летию фильма «Шумный день». Предваряя показ фильма Анатолия Эфроса и Георгия Натансона, президент фестиваля Олег Табаков поделился воспоминаниями о драматурге Викторе Розове, чья пьеса «В поисках радости» легла в основу «Шумного дня».
- В рамках восьмого фестиваля «Саратовские страдания» прошло открытие выставки живописи и графики кинорежиссёра, сценариста, художника Рустама Хамдамова. Выставка открылась в стенах Радищевского музея. Там же состоялся показ фильма Хамдамова «Бриллианты». Выставку представлял автор.
- Вне конкурсной программы восьмого фестиваля был показан фильм Александра Расторгуева и Павла Костомарова «Я тебя люблю». Фильм представил режиссёр Александр Расторгуев.
- Одним из центральных событий девятых «Саратовских страданий» стала выставка «Москва прошлого века на фотографиях Владислава Микоши». Церемония открытия выставки была посвящена памяти кинорежиссёра Джеммы Фирсовой-Микоши.
- Фильмом открытия десятого фестиваля стал фильм «Отдать концы» молодого режиссёра Таисии Игуменцевой. Ленту вместе с режиссёров представил исполнитель одной из ролей, саратовец Дмитрий Куличков.
- В рамках десятых страданий состоялся рок-концерт «Балабанов. Soundtrack» памяти режиссёра Алексея Балабанова.
- Любовь Аркус провела круглый стол «Проблемы социальной адаптации аутистов в современной России» в рамках фестиваля в 2013 году.
- Фильмом-закрытия десятых страданий стала лента «Вечное возвращение», которую представила режиссёр Кира Муратова.
- Главными гостями одиннадцатых «страданий» стали Кшиштоф Занусси, Валерия Гай Германика, Алексей Иванов.
- В рамках тринадцатых страданий прошла встреча с режиссером Александром Велединским.
- Фильмом открытия четырнадцатого фестиваля стала лента режисстера Бориса Хлебникова "Аритмия".
- На открытии пятнадцатых страданий прошла творческая встреча с режиссером Андреем Звягинцевым.
- На закрытии пятнадцатого фестиваля был показан спектакль по мотивам книги «Одесские рассказы» Исаака Бабеля «Как это делалось в Одессе?» (в ролях Евгений Цыганов, Дмитрий Высоцкий, Дина Бердникова, Михаил Химаков).
- Шестнадцатый фестиваль завершился концертом певицы Варвары Визбор.
- Большинство мероприятий, в том числе и церемония закрытия семнадцатого фестиваля, прошли в онлайн-формате в связи с ограничениями, вызванными пандемией COVID-19.
- Фильмом открытия восемнадцатого фестиваля стала лента Кирилла Серебренникова «Петровы в гриппе», которую представил актёр Семён Штейнберг.
- Закрылся восемнадцатый фестиваль показом записи спектакля Театра наций «Иранская конференция», которую представил народный артист России Евгений Миронов.
- На закрытии девятнадцатого фестиваля состоялась творческая встреча с актрисой Мариной Зудиной и показ спектакля Московского театра под руководством О. Табакова «Сублимация любви» (1998).
- Двадцатые «страдания» завершились концертом музыканта Петра Налича.

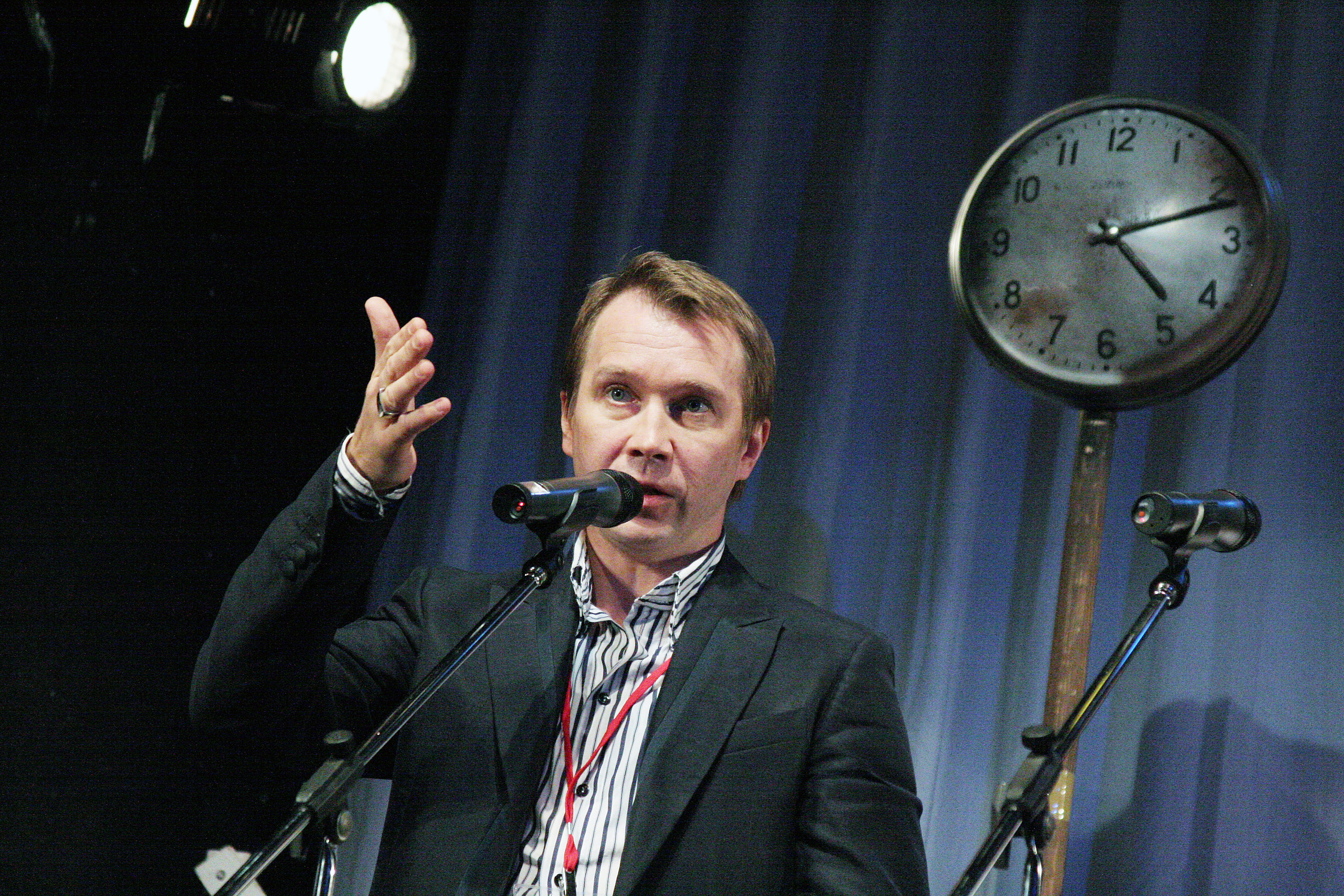
Евгений Миронов на фестивале
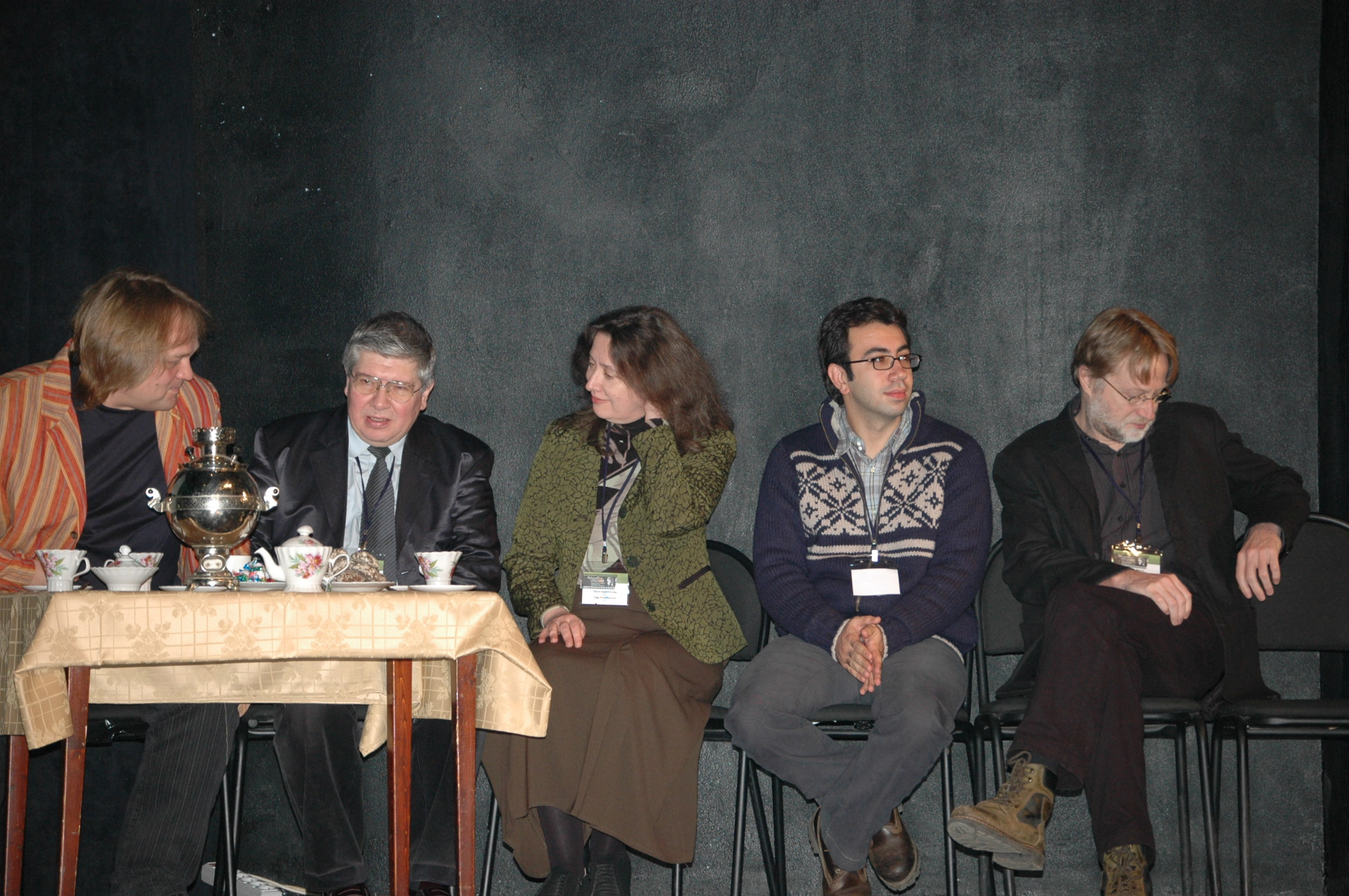
Жюри четвертого фестиваля «Саратовские страдания»
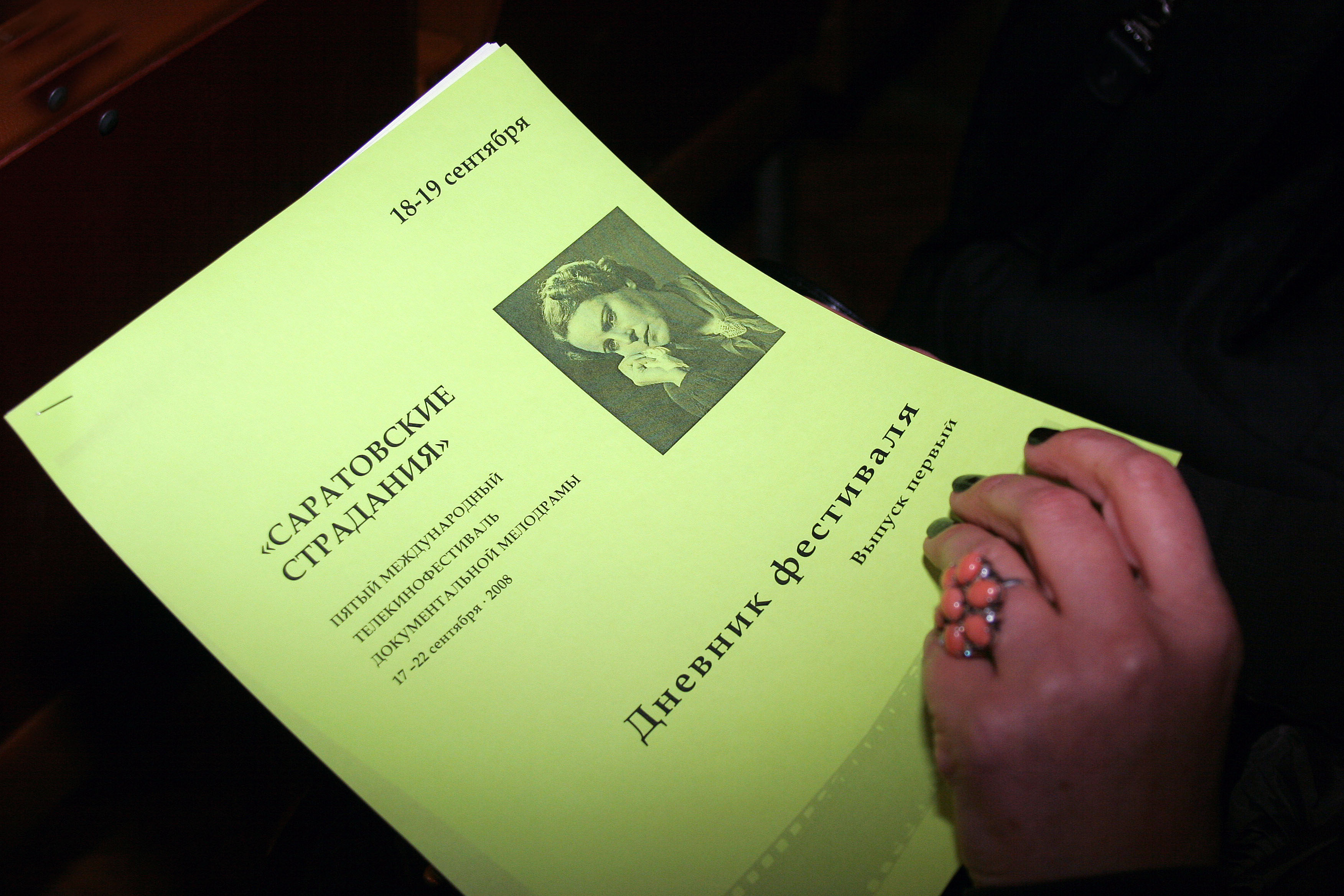
Ежедневник «Саратовских страданий»
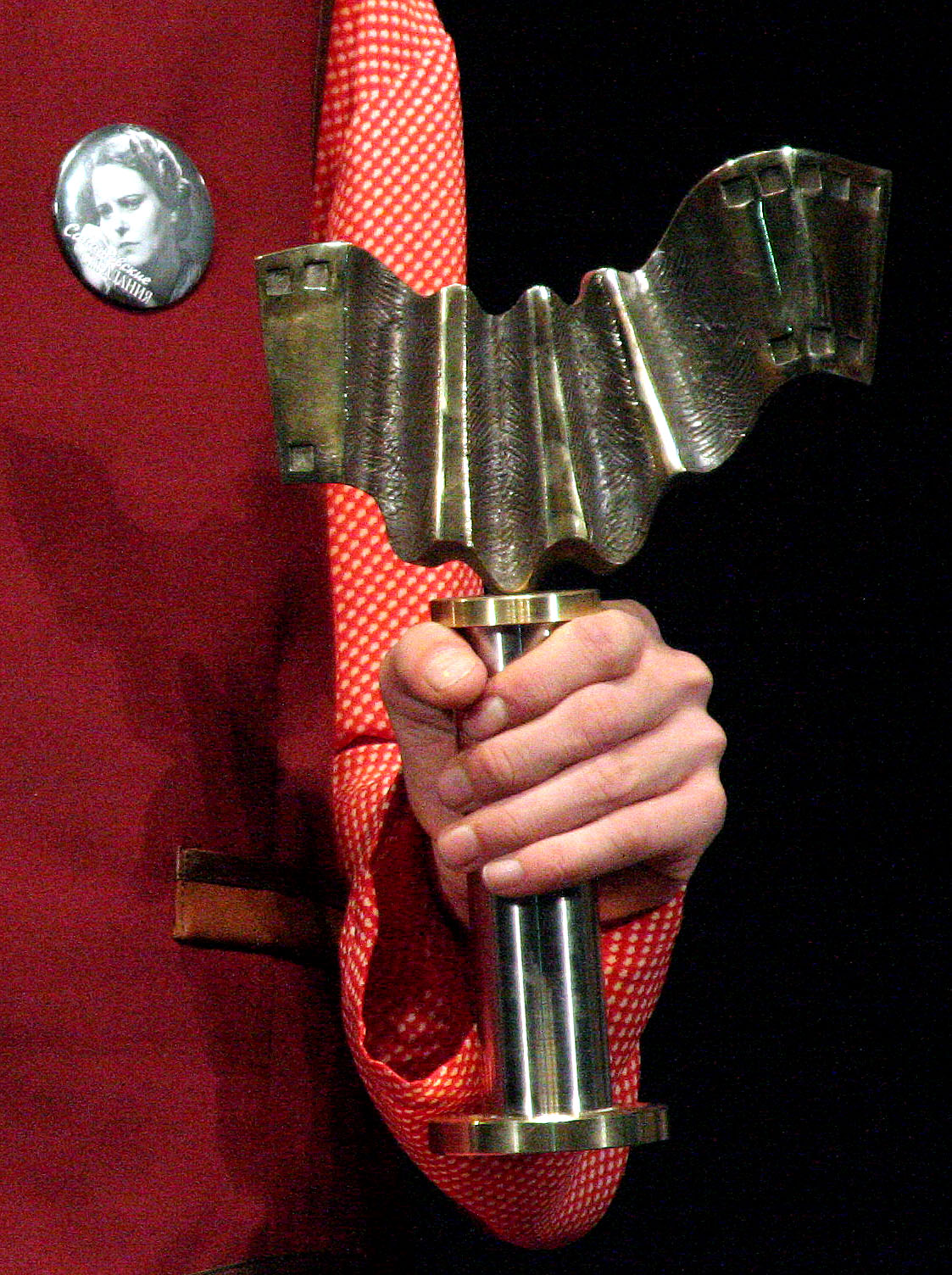
«Саратовская гармония»